# Børge Gissel
Børge Gissel (Viby, 7 de juliol de 1915 - Fredericia, 6 d'abril de 2002) va ser un ciclista danès, que va destacar sobretot amb el ciclisme en pista. va participar en els Jocs Olímpics de 1948.

## Palmarès
- 1944
  -  Campió de Dinamarca amateur en persecució
- 1945
  -  Campió de Dinamarca amateur en persecució
- 1946
  -  Campió de Dinamarca amateur en persecució